# 松本桂樹
松本 桂樹（まつもと けいき、1969年 -　）は、日本の著作家、臨床心理士、神奈川大学人間科学部教授である。

## 来歴
東京都生まれ。東京学芸大学大学院教育学研究科修士課程修了。
臨床心理士として勤務の後、日本初のEAP専門会社であるジャパンEAPシステムズに入社。現在は同社の取締役社長。
パニック障害を扱った『電車に乗れない人たち』はロングセラーになっている。
2020年4月、神奈川大学人間科学部教授に就任。

## 保有資格
- 臨床心理士
- 精神保健福祉士
- シニア産業カウンセラー
- １級キャリア・コンサルティング技能士

などがある。

## 社会的活動
- 日本産業カウンセラー協会認定スーパーバイザーを務める。
- 大阪商工会議所が実施するメンタルヘルス・マネジメント検定テキスト編集委員会委員を務める。
- 厚生労働省が実施する国家検定（キャリア・コンサルティング技能検定）の技能検定委員を務める。

## 著書
- 『電車に乗れない人たち 大丈夫、パニック障害は治るよ!』WAVE出版　2002
- 『大事なときに緊張しないですむ方法 肩の力がフッと抜けるリラックス術』大和書房　2004
- 『「緊張」から自分を救う本 アガリ性を逆手にとる方法』大和書房　2006
- 『メンタルヘルス不全の〈企業リスク〉 なぜ起きる-会社と社員のくいちがい』日労研　2006
- 『理解不能な部下とうまくつきあうコツ』大和書房　2008
- 『部下が病気にならないできる上司の技術』WAVE出版　2009
- 『メンタルヘルス・マネジメント検定試験1種マスターコース過去問題集』中央経済社　2009
- 『「傷つきやすい人」の心理学 人間関係にとらわれなくなる本』大和書房　2012

## 共著など
- 『図解雑学 心理学入門』久能徹と監修　ナツメ社、2000
- 『図解頭がいい人の「60分」心理学 こころの謎をスピード理解!』久能徹共著　PHP研究所、2005
- 『活き活きとした職場をつくるメンタルヘルス・マネジメント 日頃のマネジメントに組み込む予防策』高橋修共著　産業能率大学出版部、2007